# ジョン・アディソン・トマス
ジョン・アディソン・トマス（John Addison Thomas, 1811年 - 1858年3月26日）は、アメリカ合衆国の政治家。1855年から1857年まで第3代アメリカ合衆国国務次官補を務めた。

## 生涯
1811年、トマスはテネシー州で生まれた。トマスは1833年に陸軍士官学校を卒業し、
第3砲兵隊に配属された。トマスは駐屯地において歩兵戦術の教官補佐として貢献した。トマスは1835年12月1日に少尉となり、1837年6月30日に中尉に昇進した。
トマスは陸軍士官学校において1840年から1841年まで地理・歴史・倫理の助教授を務め、1842年から1845年まで士官候補生の司令官および歩兵戦術の教官を務めた。トマスは1843年11月19日に大尉に昇進した後、1846年5月28日にニューヨークで弁護士業を開業するために辞職した。
1846年7月23日、トマスは米墨戦争への対応のため、ニューヨーク州第4連隊の大佐に任ぜられた。ただし実際に入隊し任務に当たることはなかった。トマスは1853年から1854年までニューヨーク州の技術官長を務めた。トマスはイギリスのロンドンで1853年2月8日から開催された合衆国の権利要求に関する調停会議において、1853年4月19日から1854年1月14日まで合衆国の擁護人を務めた。トマスは1855年11月1日から1857年4月3日までワシントンD.C.で国務次官補を務めた。トマスは国務次官補としてイギリスとの会議に関する報告書など多くの政府文書を作成し、よい評判を獲得した。トマスは1858年3月26日にフランスのパリで死去した。